# سيمونا ستاشوفا
سيمونا ستاشوفا (وُلدت في 19 مارس 1955) هي ممثلة سينيمائية، ومسرحية، وتلفزيونية تشيكية. بداية ظهورها كانت في عام 1976، تلتها العديد من العروض المسرحية والسينيمائية والتلفزيونية. حصدت ستاشوفا العديد من الجوائز في التمثيل محليًا في موطنها جمهورية التشيك وعالميًا.

## الحياة المهنية
درست ستاشوفا في كلية التمثيل في براج. وبعد التخرج بدأت في التمثيل على خشبة مسرح يهوتشيكيه في تشيسكي بوديوفيتسه في 1976. كما مثلت ستاشوفا على مسرح إي. إف. بوريانا في براج في الفترة ما بين 1977 و1991.
تلقت ستاشوفا ترشيحات لجائزة إيلسا التلفزيونية في 2004 لدورها في المسلسل التشيكي ميستو ناهورجه (المكان بالأعلى) من إنتاج التلفزيون التشيكي. وفازت ستاشوفا بجائزة أفضل ممثلة مسرحية عام 2007 في جوائز ثاليا عن دور إيفي ميارا في مسرحية سيدة كعك الزنجبيل والتي ألفها نيل سيمون وعُرضت على مسرح أنطونين دوفرجاك في بشيبرام. حصلت ساتشوفا على جائزة أفضل ممثلة لعام 2014 في جوائز تي تي. وفي مهرجان تيبورن السينيمائي 2014، فازت ستاشوفا بجائزة أفضل ممثلة لدورها في الفيلم التلفيزيوني سيبيميلينيس (Sebemilenec) عام 2013. كما فازت ستاشوفا بجائزة عن نفس الدور في جوائز سيول الدولية للدراما عام 2015.

## الحياة الشخصية
وُلدت ستاشوفا لوالدتها الممثلة التشيكية يرجينا بوهدالوفا ووالدها برجيتيسلاف ستاش، ولكن انفصل والديها. تزوجت ستاشوفا ثلاث مرات وأزواجها هم: الممثل التشيكي بافل ترافنيشيك، والعالم الإيطالي يوسيبيو تشيكوتي، والممثل التشيكي بافل سكرجيبال. ولدى ستاشوفا ابنين اثنين وهم ماريك وفويتا من زواجها بتشيكوتي وسكرجيبال على الترتيب.

## أفلام مختارة

### أفلام
- كسوف غير مكتمل (1982)
- ياكو كنيجي روهان (1983)
- أوكار مريحة (1999)
- الفرقة تضعفنا (2000)
- الضحايا والقتلة (2000)
- رومان برو جيني (2005)
- رجال آملون (2011)

### تلفزيون
- الاصغر من عائلة همر (1975)
- أرابيلا (1979)
- ميستو ناهورجه (المكان بالأعلى) (2004)
- سيبيميلينيس (فيلم تلفزيوني، 2013)

## جوائز و ترشيحات
| Year | Association                | Category                              | Work                 | Result |
| ---- | -------------------------- | ------------------------------------- | -------------------- | ------ |
| 2004 | جوائز إليسا                | أفضل ممثلة في عمل درامي تلفزيوني أصلي | Místo nahoře         | رُشِّح    |
| 2005 | جوائز الأسد التشيكي        | أفضل ممثلة مساعدة                     | Román pro ženy       | رُشِّح    |
| 2007 | جوائز ثاليا                | أفضل ممثلة مسرحية                     | The Gingerbread Lady | فوز    |
| 2014 | جوائز تي تي                | ممثلة العام                           |                      | فوز    |
| 2014 | مهرجات تيبورن السينمائي    | أفضل ممثلة                            | Sebemilenec          | فوز    |
| 2015 | جوائز سيول الدولية للدراما | أفضل ممثلة                            | Sebemilenec          | فوز    |

## روابط خارجية
- [http://www.imdb.com/name/nm0823714/ Simona Stašová

] في قاعدة بيانات الأفلام على الإنترنت